# Torre de Lascuta
La Torre de Lascuta o Torre Lascutana (en latín: Turris Lascutana) es una antigua torre ubicada en el municipio de Alcalá de los Gazules, Andalucía, a una 50 km al este de Cádiz. También es conocida como Torre de Mesa del Esparragal.

## Historia

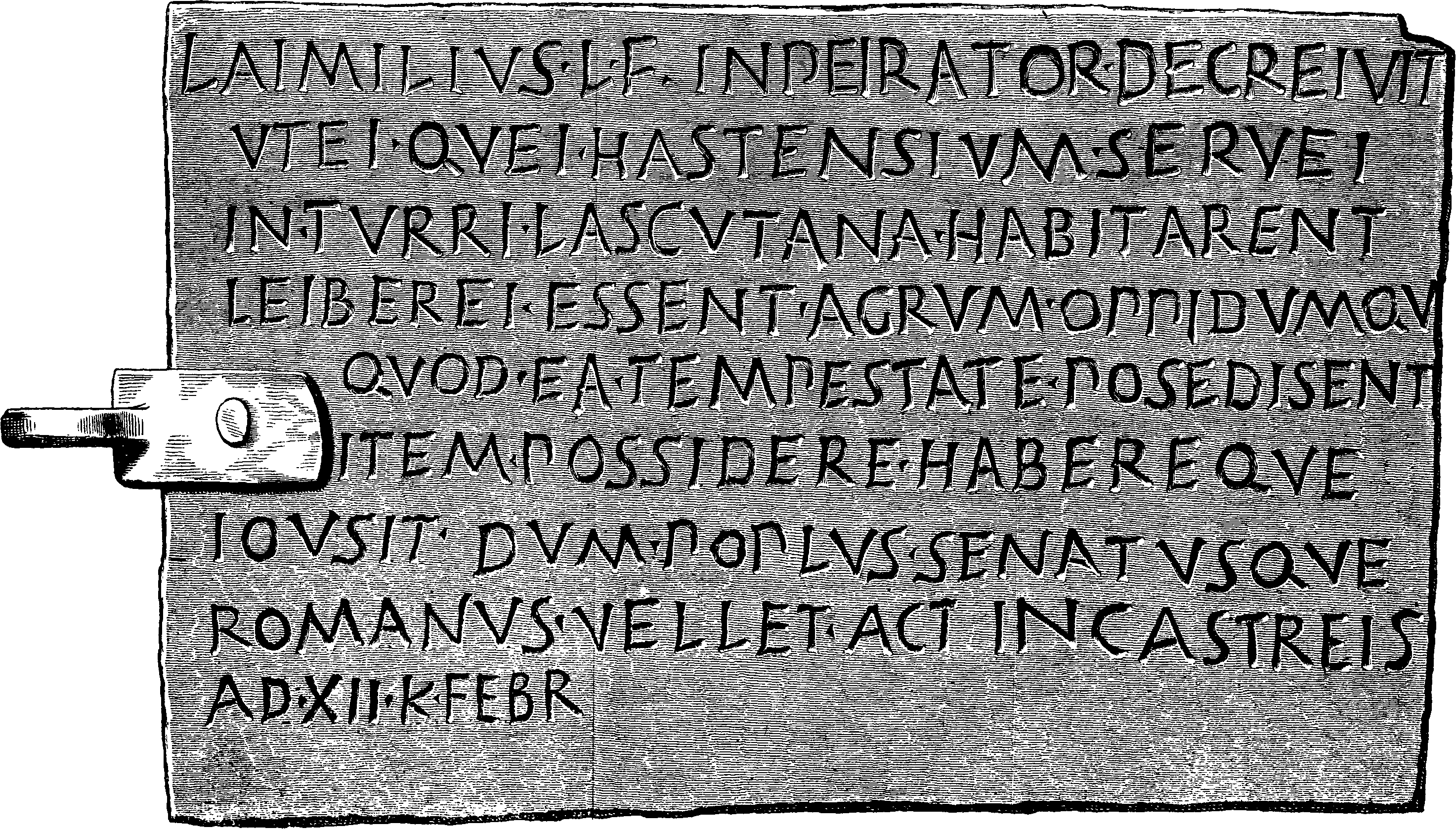
El bronce de Lascuta.

La torre es de origen romano. Al principio de la Edad Media fue adaptada y reutilizada por los visigodos. Es el único vestigio de la antigua ciudad romana de Lascuta. Cerca de la torre fue descubierto en el siglo XIX a. C. el bronce de Lascuta, datado de 189 a. C., por lo que es el documento en latín más antiguo de España. Lleva el texto de un decreto romano que conceden la libertad a las esclavas que vivían la torre de Lascuta.

## Descripción
La torre es de planta cuadrada, 12 m de altura y unos 5 m de ancho.